# Ruraal erfgoed

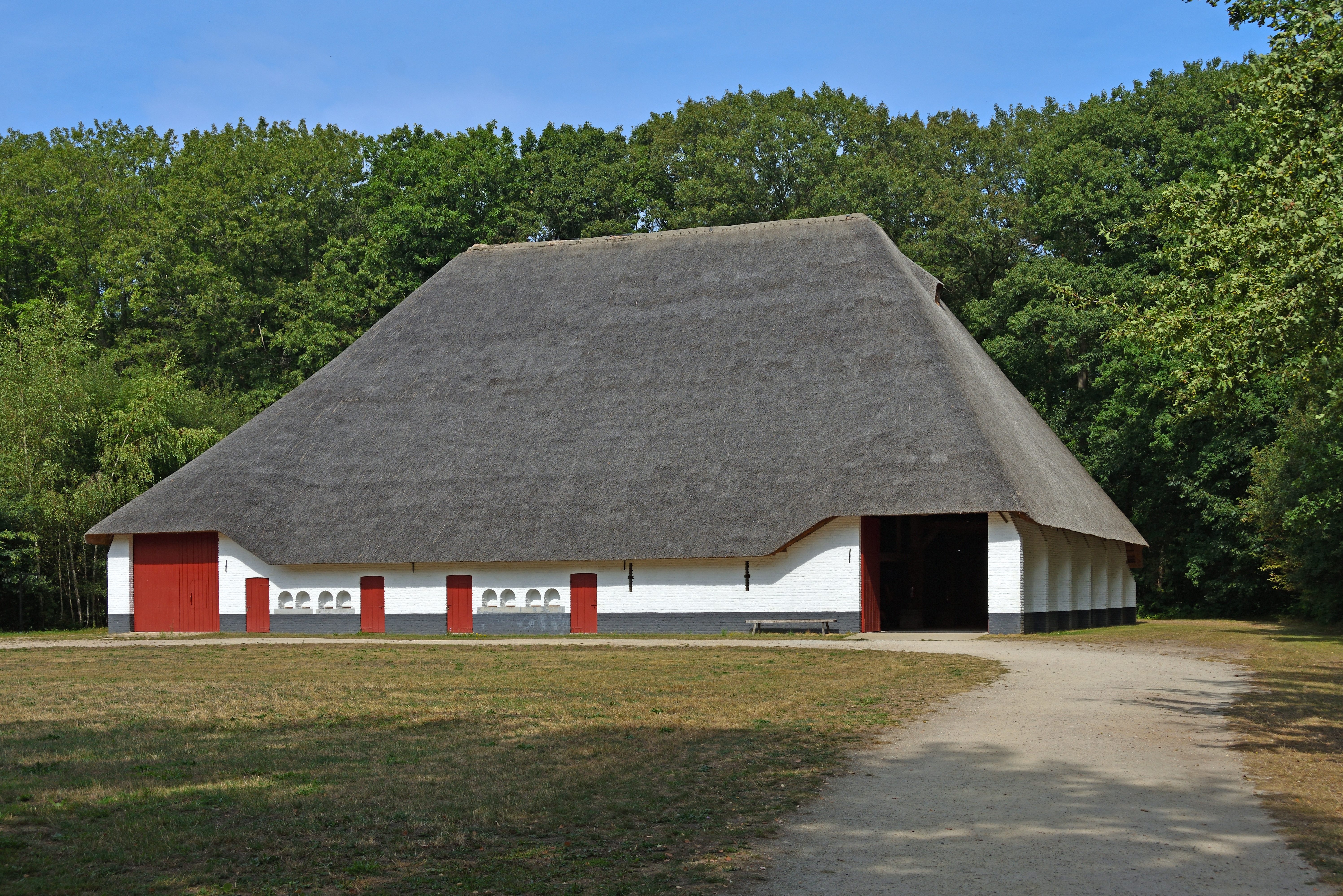
Bokrijk: een schuur, met rieten dakbedekking uit Zuienkerke

Ruraal erfgoed of agrarisch erfgoed is erfgoed of patrimonium dat ontstaat in de agrarische sector of in de landelijke sfeer wordt gesitueerd.
Het begrip dekt zowel het materieel als immatrieel erfgoed, en is een onderdeel van het cultureel erfgoed en valt dus onder dezelfde internationale verdragen (Parijs, Granada en La Veltta). Algemeen bestaat het grootste gedeelte over gebouwen en landbouwtechnologie.  De grens met religieus erfgoed is soms vaag: zo is een kapel voor de bescherming tegen veeziekten beide ruraal als religieus.

## Ruraal erfgoed in Vlaanderen
De Landelijke Gilden proberen hun leden te stimuleren om hun waardevolle landelijk tradities (oogstfeesten, processies en bedevaarten) te behouden en door te geven. Ook de kennis en cultuur van bijvoorbeeld neerhofdieren valt hieronder. Deze missie wordt ondersteund door het Centrum Agrarische Geschiedenis. Dankzij een actief erfgoedbeleid zijn bepaalde waardevolle stukken, zoals de Aardappelrooimachine Norvan, opgenomen als Vlaams Topstuk.
Een grote hoeveelheid onroerend ruraal erfgoed is te bezichtigen in Bokrijk. Andere verzamelingen en instellingen met agrarisch of ruraal erfgoed zijn:
- Het Groentemuseum ('t Grom)[7]
- Landbouwcollectie Bulskampveld
- Landbouwcollectie De Ridder[7]
- Landbouwmuseum De Vedderboom[7]
- Museum van het Belgisch Trekpaard[7]
- Landbouwcollectie D'Haeyere[7]
- Landbouwcollectie Van Puyvelde[7]
- Landbouw- en machinecollectie Peumans[7]
- Landbouwmuseum De Nostalgie[7]
- Happy Old Iron[7]
- Landbouwcollectie De Clercq[7]
- Bardelaeremuseum[7]
- Kolonie te Wortel[8]
- Gildevlaggen[4]
- Vlaamse schuur
- Tiendschuur Herkenrode

## Ruraal erfgoed in Nederland
- Landbouw- en Juttersmuseum Swartwoude
- Landbouwmuseum Het Hooivak
- Museum 't Rieuw
- Museum De Zwarte Tulp
- Museum Meringa (2004-2024)
- Nederlands Zuivelmuseum
- Tropisch Landbouwmuseum
- Fries Landbouwmuseum

## Galerij

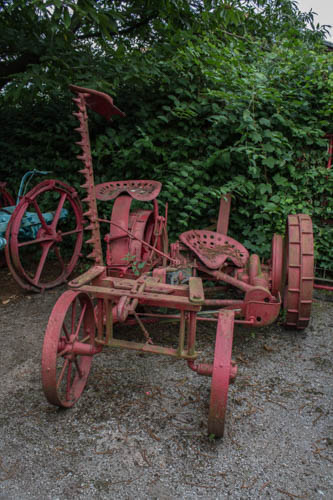
historische Maaimachine, verzameling Bardelaere Museum, Lembeke
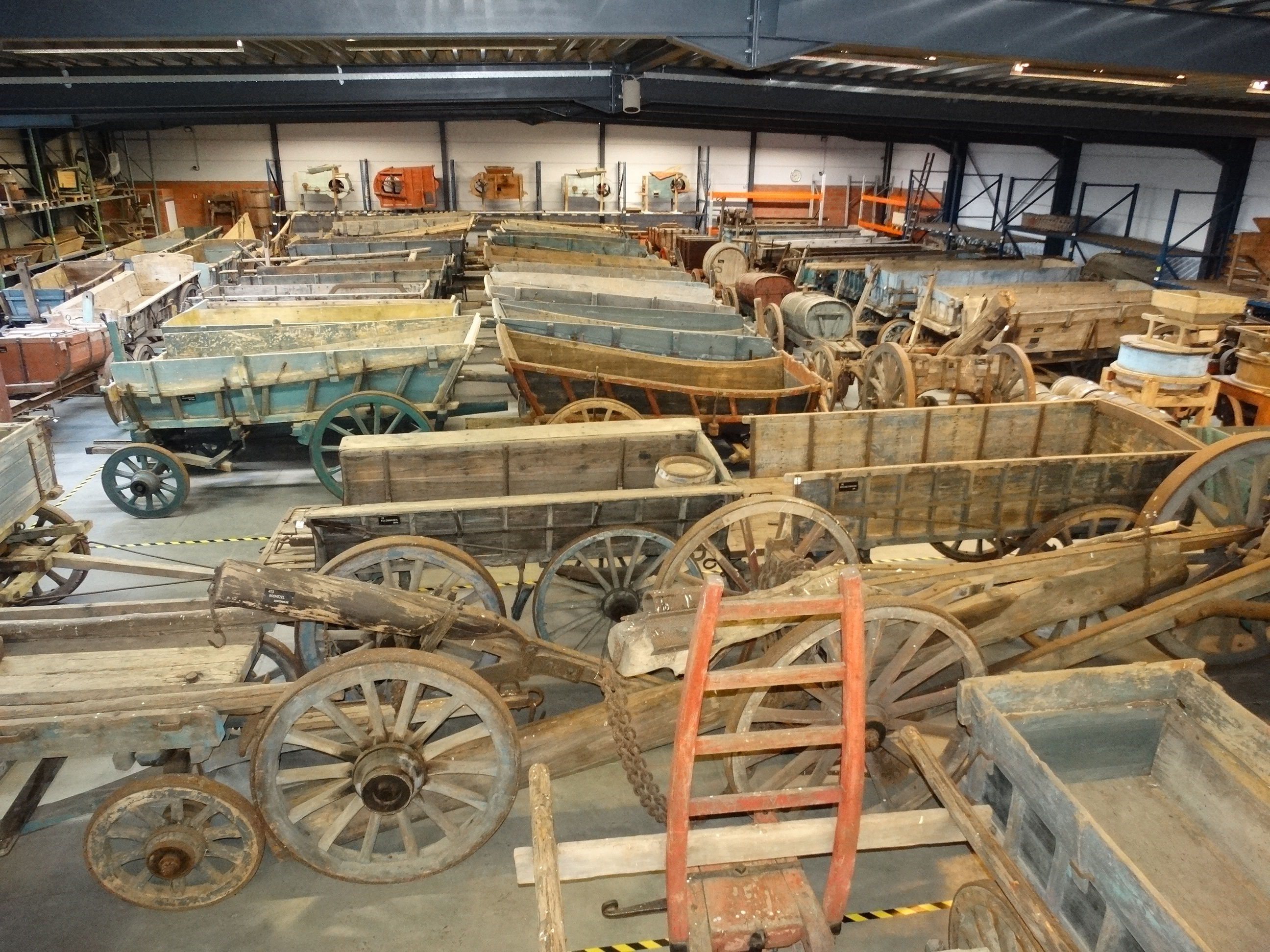
Zicht op de Collectie Bulskampveld in het depot Zwevezele (2018)
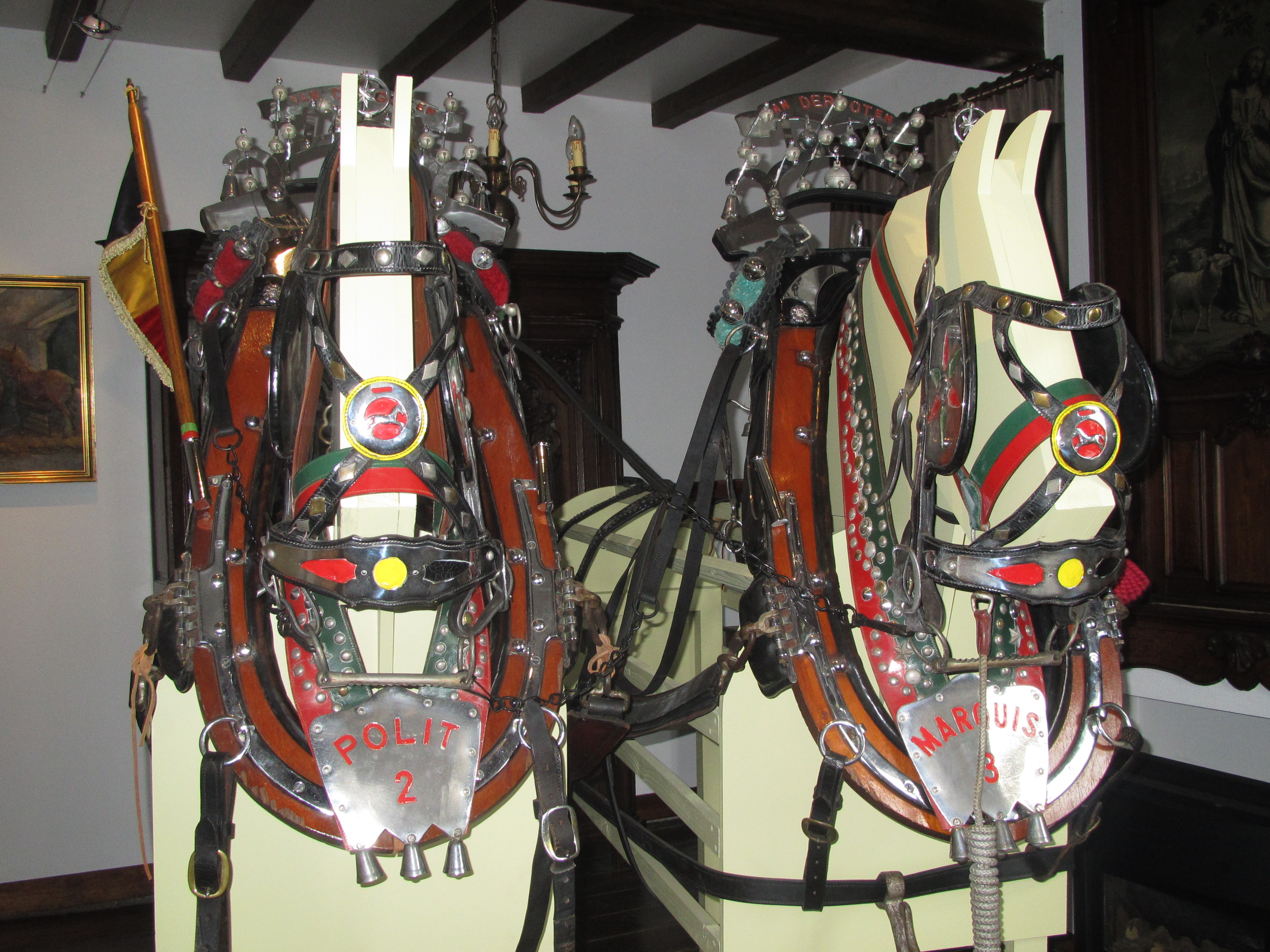
Museum van het Belgisch Trekpaard
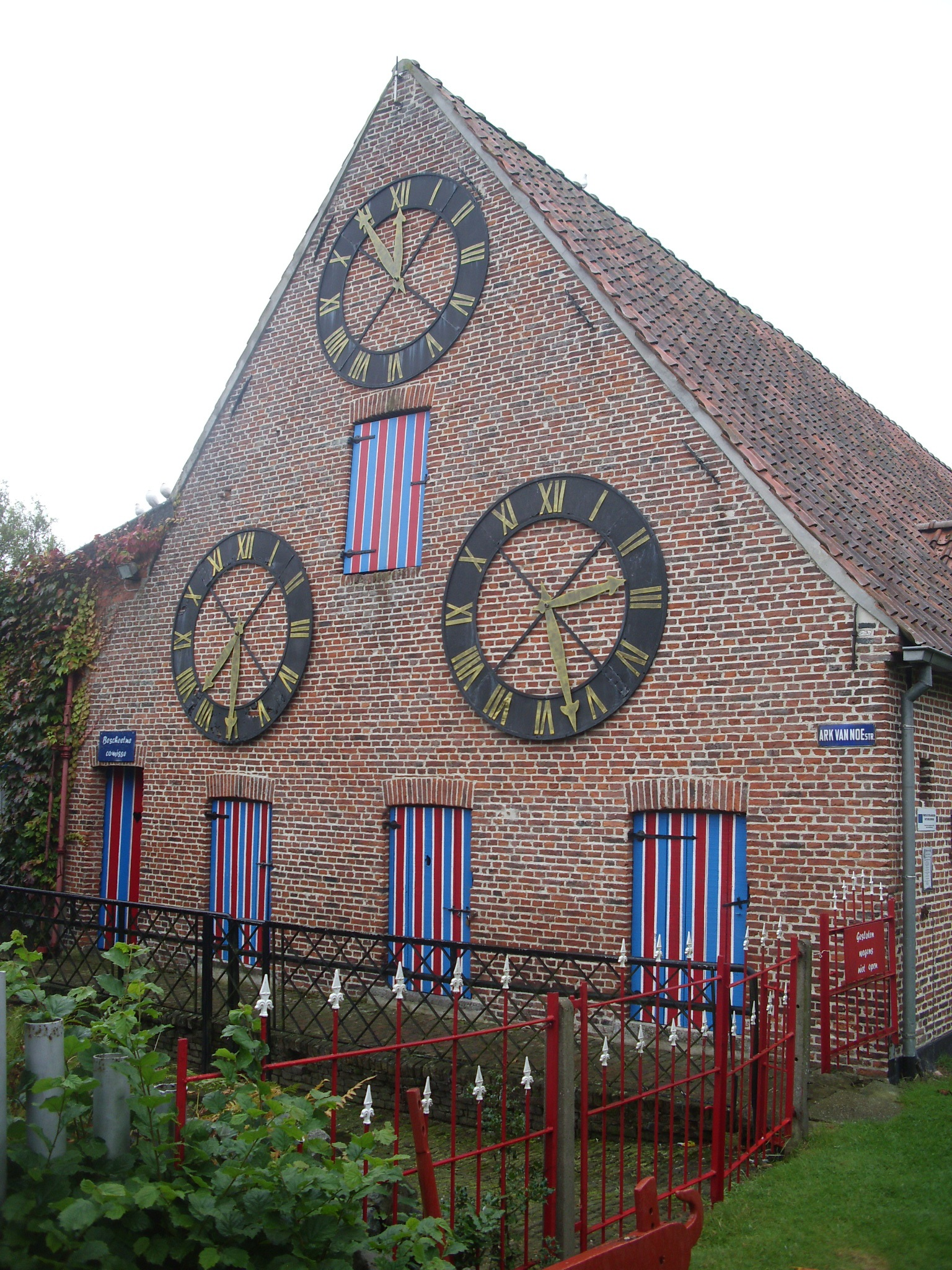
Schuur van het heemkundig Bardelaeremuseum